# Kanton Saint-Pierre-sur-Dives
Der Kanton Saint-Pierre-sur-Dives war von 1790 bis 2015 ein französischer Wahlkreis im Département Calvados und in der damaligen Region Basse-Normandie. Er umfasste 13 Gemeinden im Arrondissement Lisieux; sein Hauptort (frz.: chef-lieu) war Saint-Pierre-sur-Dives. Die landesweiten Änderungen in der Zusammensetzung der Kantone brachten im März 2015 seine Auflösung. Vertreter im Generalrat des Départements war zuletzt von 2001 bis 2015 Michel Bénard (DVD). 
Der Kanton Saint-Pierre-sur-Dives war 144,97 km2 groß und hatte 7880 Einwohner (Stand 2012). 

## Gemeinden
| Gemeinde                    | Einwohner (Stand: 2014) | Code postal | Code Insee |
| --------------------------- | ----------------------- | ----------- | ---------- |
| Boissey                     | 233                     | 14170       | 14081      |
| Bretteville-sur-Dives       | 290                     | 14170       | 14099      |
| Hiéville                    | 267                     | 14170       | 14331      |
| Mittois                     | 152                     | 14170       | 14433      |
| Montviette                  | 195                     | 14140       | 14450      |
| Ouville-la-Bien-Tournée     | 240                     | 14170       | 14489      |
| Saint-Georges-en-Auge       | 102                     | 14140       | 14580      |
| Sainte-Marguerite-de-Viette | 378                     | 14140       | 14616      |
| Saint-Pierre-sur-Dives      | 3.539                   | 14170       | 14654      |
| Thiéville                   | 312                     | 14170       | 14688      |
| L’Oudon                     | 1.574                   | 14170       | 14697      |
| Vaudeloges                  | 217                     | 14170       | 14729      |
| Vieux-Pont-en-Auge          | 300                     | 14140       | 14750      |

## Bevölkerungsentwicklung
| 1962 | 1968 | 1975 | 1982 | 1990 | 1999 | 2006 | 2011 |
| ---- | ---- | ---- | ---- | ---- | ---- | ---- | ---- |
| 7749 | 7970 | 8167 | 8267 | 7791 | 7785 | 7791 | 7853 |